# Úrkút
Úrkút (németül: Herrnbrunn) község Veszprém vármegyében, az Ajkai járásban.

## Fekvése
A Déli-Bakonyban, a Kab-hegytől északra, egy hosszanti völgyben terül el, 400 méterrel a tengerszint felett.

## Megközelítése
Keleti irányból Herend és Szentgál, nyugatról Ajka felől, délről Tótvázsonyról és Nagyvázsonyról érhető el. Főutcája a 7308-as út, amely Ajka belvárosát köti össze a 77-es főút Tótvázsony és Nagyvázsony közötti szakaszával, ebbe az útba a 15+600-as kilométerszelvényénél, a közigazgatási terület keleti szélén torkollik bele delta csomóponttal a 73 115-ös út (a delta keleti ága a 73 805-ös számozást viseli), ez utóbbi mellékút Szentgálon át Herenddel és a 8-as főúttal köti össze a községet. Úrkúti külterületen indul a Kab-hegyre vezető 73 114-es út is, a 7308-as út 16+600-as kilométerszelvényénél kiágazva (ez az út a kab-hegyi TV-toronyhoz és kilátóhoz vezet). Vasútvonal nem érinti, a legközelebbi vasútállomás a Székesfehérvár–Szombathely-vasútvonal Ajka vasútállomása.

## Története
Az Úrkút helynév valószínűleg 1335 óta ismert, első említésekor a tihanyi apátság birtokrészei közé tartozóként jelölte a települést.
Szomszédjainál később alakult ki, bár közvetlen közelében a 14. században volt már egy rövid életű helység, Kabtelke. Úrkutat a nagyvázsonyi Zichy-uradalom fejlesztette településsé. A Kab-hegy erdeinek gazdaságos felhasználására több környékbeli példa nyomán ide is üveghutát telepítettek.
Gróf Zichy Károly, a nagyvázsonyi uradalom földesura az 1770-es évek vége felé az „üveges” családból származó Gasteiger János Mihállyal kötött bérleti szerződést üveghuta létesítésére és működtetésére. A még lakatlan területre a környéken lévő vagy működésüket már befejezett hutákból jöttek a telepesek, hogy az erdőrengetegben falut és hutát építsenek; egy-egy bakonyi huta felépítéséhez általában három év kellett.
Ebben az időben zajlott a nagy „Schwabenzug”, a német betelepítés, a török időkben elnéptelenedett vidék újranépesítésének utolsó hulláma. A szájhagyomány és későbbi írások szerint Úrkútra Württembergből jöttek telepesek. Ez lehetséges ugyan, de valószínűbb, hogy a korábbi időkben jöttek onnan, vagy szüleik vándoroltak Magyarországra arról a vidékről. Az anyakönyvek tanúsága szerint Úrkútra döntően Németbányáról, Csehbányáról és Pilléről jöttek a német üveges családok.
Az úrkúti hutáról és a településről az ismert első írásos adat Gasteigernek 1781. május 1-én a veszprémi püspökhöz írt levele, amelyben az úrkútiak lelki gondozását szervezi. Ekkor már állt a huta és húsz család élt az új településen.
Az üvegkészítés beválthatta a hozzá fűzött reményeket, mert a századforduló táján újabb huta építésébe kezdtek – ez 1802-ben készült el. A bakonyi huták történetében egy településen egy időben két huta csak Úrkúton működött. A két hutában mindenféle öblös- és táblaüveget készítettek. A termékek eljutottak az egész Dunántúlra, sőt az Alföld egyes településeire is.
A bakonyi huták közül elsőként Úrkúton készült csiszolt üveg. Két üvegcsillár is bizonyítja ezt. Mindkét finoman kidolgozott, velencei mintát követő kézimunka az 1795-ben épült templomot ékesítette. Fennmaradt egy itt készült, szép ornamentikájú kehely is, amit ma is őriz a Zeneművészeti Egyetem, mivel azt Zichy Géza mesterének, Liszt Ferencnek ajándékozta. A kehely Úrkút címerén is szerepel.
A település első lakói az üvegkészítők mellett főleg famunkások (favágók és fuvarosok) voltak – nemcsak a huta faigényét kellett kielégíteni, de az erdő területét is csökkentették irtással a művelhető földterület növelése érdekében. Így a favágás sokáig az úrkútiak egyik főfoglalkozása volt. A kevés föld mostoha adottságai miatt a falu lakói csupán a föld műveléséből nem tudtak megélni. A talaj túl köves, az éghajlat viszonylag hűvös. Ezért a kezdetek óta az ipar és az erdei munka a mezőgazdasággal együtt adta a megélhetés forrását.

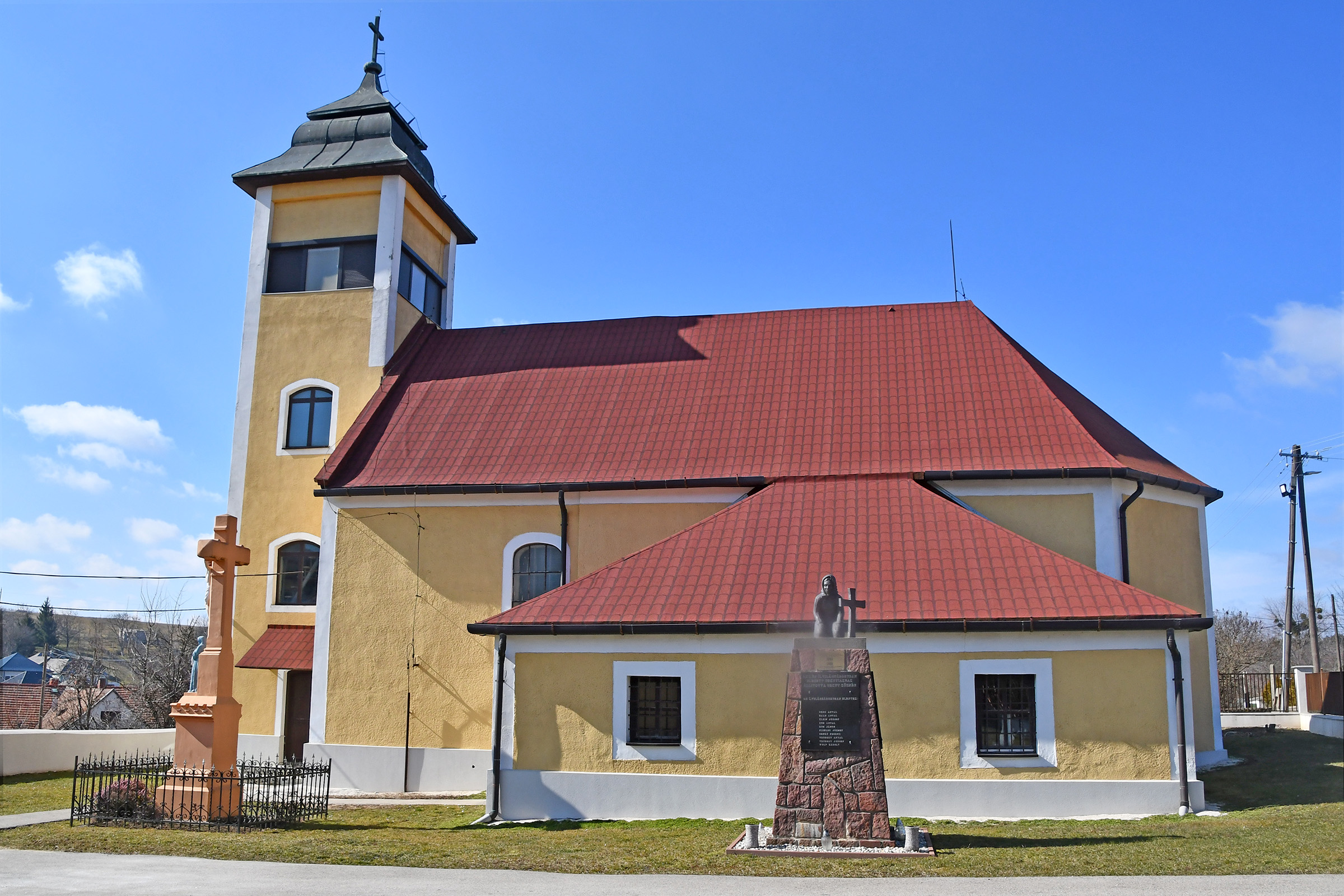
Az úrkúti római katolikus templom

1795-ben, kevesebb, mint másfél évtized múltán a falu lakói saját önerőből felépítették a ma is használt templomot. Az üveg gyertyatartók és csillárok nyilvánvalóan mutatták, hogy a templomot üvegesek építették, díszítették. A falu azonban olyan szegény volt, hogy önállóan nem tudott egy papot eltartani, ezért 150 éven át a kislődi, majd a városlődi plébániának volt filiája.
A II. József-féle népszámlálók (1785) 125 lakost találtak itt, de 1795-ben már 348-an éltek Úrkúton.
Az üveghuta 1824-ben zárt be. Ezután a lakosság valamelyest megcsappant, de a falu továbbra is népesnek számított: 1828-ban 325-en laktak itt – főleg vagyontalan zsellérek voltak, akiket korában az üveghuta kötött az uradalomhoz. 1824-ben az uradalom azzal vette elejét az esetleges elvándorlásnak, hogy szerződést kötött az úrkútiakkal. A kontraktus a földesúr számára biztosította a munkaerőt, a zselléreknek pedig a megélhetést.
A lakosok általában 4–8 hold földet bérelhettek, és a haszonbérletért munkával (robottal) szolgáltak. Mások napszámosként tartották el magukat és családjukat.
Úrkútpuszta viszonylag távol esett az uradalom más településeitől; határait a természet alkotta meg. Erdős, meredek emelkedők zárták körül a Csinger-patak keskeny völgyét, ahol néhány tucat család alakította életét. A munkalehetőségeket hamarosan deszkametsző, majd szeszgyár bővítette, terjedt a mészégetés, majd a téglakészítés.
Az uradalmi ipar jól élt a természeti adottságokkal.
1846-ban már 436 katolikus lakosa volt; a számot döntően a természetes szaporulat növelte. Az 1849-ig eltelt 25 évben 336 gyermek születését regisztrálták a kislődi plébánia anyakönyvei – sajnos a gyermekhalandóság is nagy volt.
1829-ben épült az iskola – addig a huta bérlőjén, majd a gazdaság intézőjén kívül aligha volt írni-olvasni tudó ember a faluban. Az iskolával jött egy (gyakran cserélődő) kántortanító, és a következő száz évben ő tanította a gyermekeket.
Gulden (Forintos) István, a 19. század közepének kislődi tudós plébánosa a falut találóan „völgymagányban lévőnek” nevezte. Élete meglehetősen zárt volt.
Az 1848/49-es forradalom kevéssé érintette az itt élőket, mert céljaikat – a föld megválthatóságát és a robot eltörlését – nem teljesítette. A lakosság vagyontalan zsellérsorban maradt.
1851-ben a 201 évig regnáló Zichy-család eladta a nagyvázsonyi uradalmat, így az úrkúti gazdaságot is. Az új földesurak bécsi bankárfivérek voltak: báró Todesco Ede és Todesco Mór lovag. Az új tulajdonosok nagy lendülettel fogtak az uradalom vele a helyi gazdaság fejlesztéséhez. Korszerűsítették a szeszgyárat, gőzgéppel szerelték fel a deszkametszőt, utat építettek Nagyvázsony és Úrkút közé. Az 1880-as évek elején keskeny nyomtávú vasutat fektettek az ajkacsingeri rakodóig, amivel csatlakozhattak a Budapest–Szombathely vasútvonalhoz.
1861-ben újra üveggyárat építettek – akárcsak 75 évvel korábban, ezúttal is a fa gazdaságos hasznosítása. A gyár már nem volt hosszú életű, többszöri leállás után 1876-ban végleg bezárt. A bakonyi hutás települések közül csak Úrkúton támadt fel az üvegkészítés, és az üveges hagyományokat több család magával vitte Ajkára, ahol a gyártást fejlettebb körülmények közt folytatták.
Az úrkútiak számára új lehetőségeket hozott az 1860-as években indult ajkacsingeri szénbányászat: egyre többen találtak munkát a falutól 3–4 km-re lévő bányában.
A lakosságot továbbra is sértette és szegényítette a földtulajdon teljes hiánya. Úrkútnak továbbra sem volt önálló területe; a falu a nagyvázsonyi kataszterbe tartozott. Az új földesuraktól is kérték a föld egy részének megválthatóságát, de sikertelenül. Kérelmükben hiába példázódtak a szomszédos településekkel, ahol 4 hold földet is megválthattak, ez Todescoékat nem hatotta meg, csak az úrkútiak maradtak a környéken földtulajdon nélkül. A földet továbbra is haszonbérletben művelték, és érte természetben: szolgálmányokkal és fuvarral fizettek. Konzerválódott a zsellérsors.
Az 1857-es 430 lakos 1900-ig 750 főre; a 19. század második felében a megyei átlagnál jobban gyarapodott. 1890-ben már 78 lakóház állt.
1908 körül az úrkútiak végre megválthatták telkeiket és (családonként?) még 2 hold földet a határban. Az eléggé szűkkeblű és késedelmes „gesztusnak” azonban nem sokáig örülhettek, mert 1913-ban válságba került a falu.
A Todescoék örökösei, az új birtokosok alig egy év után felmondták az 1912-ben hat évre kötött bérleti szerződést.
A felmondás oka az volt, hogy az úrkútiak a bányánál vállalható fuvarozást és a bányamunkát helyezték előtérbe, amit az uradalom sérelmezett. A szerződésbontás legfájóbb következménye a legelőterület elvesztése volt.
Ebben az időben is jelentős volt az állattartás (320 marhát és 330 disznót tartottak), amit legelő hiányában fel kellett volna adniuk. A szántóföld haszonbérletének elvesztése tovább súlyosbította a helyzetet – maga a falu léte került veszélybe. A földművelésből 64 család élt; a falu népességének mintegy fele, de gazdánként csupán 2 hold földjük volt. A lakosság másik fele is több szállal kötődött a földműveléshez és állattartáshoz. Drámai hangú kérelmeket küldtek a földművelési és a belügyminiszternek, megmozdult az egész vármegye, a megyei főispán személyesen is közreműködött a válság megoldása érdekében. A helyzet kilátástannak tűnt, az uradalom és az úrkútiak elmérgesedett viszonyát nem lehetett helyreállítani.
Az úrkútiak megélhetésének forrásává számára egyre inkább az ajkacsingeri szénbánya vált. A századfordulón már 84-en dolgoztak ott; 1910-re Veszprém vármegye bányászainak 10 százaléka volt úrkúti.
1909. januárjában az Ármin-aknában kiütött bányatűz 55 áldozata közül 6 volt úrkúti.
A világháborút kísérő nagy szénhiány a nagyvázsonyi uradalmat is érintette. Ezért az Úrkúton is ismert szénelőfordulásra újabb bányát terveztek a szeszgyár és a gőzgépek szénszükségletének biztosítására. A bányát 1917. március 1-én nyitották meg. Mindössze napi 1–3 vagon szenet termeltek, de közben felfigyeltek a mangánércre – a szén mellett hamarosan már abból is hoztak a felszínre.
Az ércvagyon felismerésével nagyot nőtt Úrkút jelentősége; elkezdték egy mangánbánya tervezését. Ehhez 1922. június 19-én alakult meg a részvénytársaság 120 millió koronás alaptőkével. A részvények 58,32 százaléka a Deutsche Bank tulajdonában volt.
A bányanyitáshoz biztosítani kellett a villamos energiát, sok vizet és meg kellett oldani a szállítást. Volt, amikor több mint 600 ember dolgozott a különböző létesítmények építésén. Képzett munkaerő is kellett.
Kezdetben a Csárdahegyen, külfejtéssel termelték az ércet. Ezzel feltárták a 150 millió éve kialakult őskarszt szikláit – az egykori fejtés helyén mára természetvédelmi területet alakítottak ki.
A bánya első éveiben nem teljesítette se a mennyiségi, se a minőségi követelményeket, így 1930-ban átmenetileg leállították.
Egy Úrkútra került fiatal bányamérnök, Szandtner Arthur azonban bízott abban, hogy a bányászat gazdaságos lehet, ezért a részvényesek tudta nélkül egy tucatnyi, a bánya őrzésére itt maradt bányásszal mélyművelésbe kezdett, és bátor elhatározását siker koronázta.
Csakhamar a világpiaci viszonyok is kedvezőbbre fordultak, így 1934-ben újraindították a termelést, amely ezután már dinamikusan növekedett. A Szent Istvánról elnevezett termelőakna mellett hamarosan két újabbat is nyitottak. 1936-ban 193-an dolgoztak a bányánál, 1941-ben már 401-en. A termelt érc mennyisége ez alatt közel megháromszorozódott; 1944-ben már több mint 103 ezer tonnát hoztak a felszínre.
A háború alatt a bányát hadiüzemmé nyilvánították, és évi 150 ezer tonna kitermelését tűzték célul. Ennek érdekében mintegy 700 munkaszolgálatost vezényeltek a bányához. A németek egyre direktebben vettek részt az üzem irányításában; a háború vége felé még egy katonai osztagot is vezényeltek Úrkútra.
A bánya erőteljes fejlődése megkövetelte a létszám növelését, az infrastruktúra kiépítését, a munkások lakáshoz juttatását. 1938-ban felépítették a 120 lakásos Bányatelepet, 1943-ban elkészült a 100 férőhelyes bányászotthon és az uradalmi pajtából átépített, mintegy 500 főt befogadó mozi – a messze környék legszebb mozija. (Ezt 2009-ben lebontották.)
Az 1930-as évektől épült a Csárdahegy falurész. 1941-ben már 367 lakás volt a faluban; a lakások száma két évtized alatt közel a duplájára nőtt. A lakosság száma is majd' megkétszereződött: 1920-ban 873-an éltek Úrkúton, 1941-ben már 1683-an.
A község kulturális arculata is sokat változott. 1900-ban a lakosság közel kétharmada nem tudott írni–olvasni, de 1930-ra az írástudók aránya 70 százalékra nőtt.
A századfordulón a lakosság ötöde beszélt magyarul; 30 évvel később már 76 százalékuk. Ennek ellenére sok gyermek úgy kezdte az iskolát, hogy megszólalni sem tudott magyarul. A tanítás nyelve vegyes volt, német és magyar.
1930-ban 2 tantermes iskolát építettek, de ez már akkor is szűknek bizonyult, ezért a bánya 1940-ben egy újabb 2 tantermes iskolát épített.
A község közigazgatása elmaradt az erőteljes fejlődéstől. A körjegyzőség Nagyvázsonyban volt, az anyakönyv 1932-ig Városlődön, majd ez is Nagyvázsonyhoz került. A törvényhatósági választókerület központja Kislődön volt, a közbiztonsággal a szentgáli csendőrőrs foglalkozott. A körorvosa Nagyvázsonyban volt, az állatorvos Szentgálon. Vásárolni az úrkútiak többnyire Ajkára jártak. Önkormányzatának se pénze, se tárgyi eszközei nem voltak; még irodára se futotta.
A második világháború alatt a német nemzetiségi lakosok politikai tapasztalansága, a német tulajdonú hadiüzem és a felszított nemzeti érzés kedvezett az erőszakosan fellépő Volksbundnak; az „őslakók” mintegy 90 százaléka belépett a szervezetbe. A többség a nemzetiségi lét velejárójának gondolta a tagsági viszonyt – nem volt aktív, nem viselt semmilyen szerepet. Ahogy azonban a szovjet hadsereg közeledett, többeken úrrá lett a félelem, és 1945. január 9-én 84 úrkúti család (mintegy 360 fő) kivándorolt Németországba.
A harctéren 1942-ben esett el az első úrkúti katona, majd az 1943-as voronyezsi katasztrófában még többen. A harctereken összesen 23 úrkúti katona esett el. A faluban egy embert bombatalálat ölt meg lakásában, egy másikat egy átvonuló orosz katona lőtte le. A nyilasok három elhurcolt embert gyilkoltak meg.
A községben szerencsére nem voltak harcok, így épületei kevés kárt szenvedtek. A bányát azonban a távozó németek lerabolták, a vágatokat elöntötte a víz.
A háború után a magyarországi németeket is sújtotta a kollektív bűnösség terhe. Úrkútról 1240 fő – az 1946-os népesség 65,4 százaléka – került a kitelepítendők és vagyont vesztők listájára. Nagy részüknek csak az volt a bűne, hogy az 1941-es népszámláláson német anyanyelvűnek vallotta magát, többen a Volksbund tagjai voltak és mintegy húszan a német hadsereg katonái.
A Németországba menekült úrkútiak 1946-ban, mintegy másfél év után 20 család kivételével visszatértek. Itthon valamennyiüket felvették a kitelepítendők névsorába. Két évig tartott a bizonytalanság: kitelepítik őket vagy talán mégis maradhatnak? Végül a bányák érdeke győzött: az illetékesek belátták, hogy képzett munkások nélkül a mangánbánya nem működhet, és az ajkai szénbánya is gondba kerül, ha az ott dolgozó úrkútiakat kitelepítik. 1948 elején 32 kitelepítésre ítélt és már bevagonírozott, Veszprémig szállított család visszatérhetett falujába.
Az átvonulás előtt megbénított üzemet nagy munkával újranyitották. A bánya különféle problémákkal – létszámhiánnyal, fizetési nehézségekkel, szállítási gondokkal – küzdött, de amint a hazai kohókat helyreállították, kilátásai sokat javultak.
1948-ban 541-en dolgoztak a bányánál, ahol a munka mellett eléggé mozgalmassá vált a kulturális és sportélet is; a falu szinte mindent átfogó központjává vált. A parasztok helyzetén az 1945-ös földosztás alig változtatott. A német nemzetiségű lakosokat a földosztásból kizárták, és kis művelhető területen számottevő gazdaságok nem alakultak ki.
A háború miatt hosszúra nyúlt iskolai szünet után 1945. április 16-án kezdődött a tanítás. Ehhez a lakosság változása új beíratást tett szükségessé. Erősen megmutatkozott a német nemzetiségűek kollektív bűnössé nyilvánításának hatása, ugyanis mindenki magyar anyanyelvűnek íratta be gyermekét – azokat is, akik magyarul meg se tudtak szólalni. A tanulók száma gyorsan növekedett: az 1946/47-es tanévben 285-en jártak iskolába, ahol hat tanító oktatta őket. 1947-ben a bánya óvodát is létrehozott egy lakóházban.
A községben az iskolán kívüli művelődésnek számos formája működött, elég jelentős részvétellel. A színjátszók néha egész estés előadást is tartottak nagy sikerrel. A legnépszerűbb sport persze a foci volt.
Az '50-es években az országos politikai voluntarizmus – a „szén és acél országává” válás stb. – megnövelte a mangánigényt. Három aknából termelték ki az ércet, és újrakezdték a külszíni fejtést is. 1953-ban a dolgozók létszáma elérte a 899-et. Naponta több százan jöttek a közeli településekről, sőt távolabbról is. 1959 és 1969 között 87 helységből jöttek Úrkútra dolgozni.
A kitermelt érc mennyisége 1953-ban érte el a csúcsot, 278 323 tonnát. Ezt 1965-ben mintegy ezer tonnányira még megközelítették, de 1989-ben már csak a hajdani csúcs 39 százalékát termelték. Napjainkra mintegy 90 fős létszámmal az egyetlen magyar kohászati vállalat célbányájává zsugorodott.
1959 márciusában Úrkúton is megalakult a mezőgazdasági termelőszövetkezet. Sorsa létrejötte előtt és utána is sokáig bizonytalannak tűnt, mert földje kevés és gyenge minőségű volt. A tagok több mint 90 százaléka nő volt. Néhány nehéz év után a szövetkezet talpra állt, és az ipari tevékenységet végző melléküzemágat is beszámítva 1973-ra már mintegy 150-en dolgoztak benne.
1973 decemberében egyesült a szentgáli szövetkezettel. Ettől kezdve az úrkútiak mezőgazdasági tevékenysége egyre zsugorodott; mára csak nyomai maradtak.
1968-ban a bánya számára feleslegessé vált épületekbe csomagolóanyagot, főleg dobozokat készítő üzemet telepítettek. Ezzel egy ideig mintegy 140 nőnek – főleg bányászok feleségeinek – adtak munkát. Az üzem léte a '90-es években elbizonytalanodott. Többszöri átalakulás után a 2010-es években mintegy 50 nőt foglalkoztat.
A helyi és a közvetlen környéken meglévő munkalehetőségek révén 1960-ban a lakosok 44,3 százalékának, 1980-ban 50,9 százalékának volt kereső foglalkozása. Az úrkúti munkahelyek csökkenésével mind többen máshol kerestek munkát. A mindennapos elutazás életformává vált. A sok kereső és az átlagot meghaladó  bányászjövedelmek a község képén is meglátszottak. Az 1990-ig eltelt 30 évben 279 lakás épült; szinte mindegyik régebbit korszerűsítették. Mintegy 736 lakásával a falu rendezett, jó képet mutat. Az ország sűrűbben lakott községei közé tartozik. Infrastruktúrája kielégítő.
A Veszprém megye helytörténeti lexikona című kiadványban Úrkút fejlődése kiemelt példa annak bemutatására, hogyan hat az iparosodás egy településre. „Az ajkai iparvidéken fejlődött városias településsé Úrkút, ez a bakonyi falucska, amely talán a legjobban példázza az ipar nagy településfejlesztő erejét. Úrkút a 19. század közepén még Nagyvázsony kataszterében szerepel, önálló határa sem volt. Az ajkacsingervölgyi bányászat megindulása, de legfőképpen a mangánérc bánya kifejlődése következtében Úrkútnak 1960-ban már csaknem háromezer lakosa volt…Veszprém megye 175 esztendőt átfogó népességfejlődési vizsgálata alapján, évenkénti 1 százalékos vagy ennél nagyobb gyarapodást 4 község ért el” – az egyik Úrkút volt.
Az 1960-as népszámláláson Úrkúton 2825 lakost írtak össze. A népesség 1970-ig növekedett, akkor 2908-an laktak itt. Ezután az elvándorlás csökkentette a létszámot, és 1990-töl a természetes szaporodás is negatív előjelű. 2005-ben 2173 lakosa volt. A népességfogyása lassul.
A rendszerváltás után az első polgármester Pfaff Zolt lett (1990-2002), aki háromszor egymás után lett megválasztva, előtte pedig a tanácselnök (1985-1990) szerepét töltötte be. Őt követte Pichler József (2002-2006), majd ismét Pfaff Zsolt (2006), azonban súlyos betegségben elhunyt a megválasztás után pár héttel (2006.10.25). Az időközi választáson, 2007 januárjában ifj. Rieger Tibor (2007-2010) került a falu élére. 2010-ben Fülöp Zoltán Gyuláné lett a polgármester, akit 2024-ben Puskády Norbert váltott.
2016 nyarán leállt a mangánérc bánya termelése.

## Nevének eredete
A vízben szűkölködő területen elhelyezkedő település az elnevezését egy jó vizű kútról kapta.

## Közélete

### Polgármesterei
- 1990–1994: Pfaff Zsolt (MSZP)[13]
- 1994–1998: Pfaff Zsolt (független)[14]
- 1998–2002: Pfaff Zsolt (független)[15]
- 2002–2006: Pichler József (független német kisebbségi)[16]
- 2006–2006: Pichler József (független)[17]
- 2007–2010: Ifj. Rieger Tibor (független)[18]
- 2010–2014: Fülöp Zoltán Gyuláné (független)[19]
- 2014–2019: Fülöp Zoltán Gyuláné (független)[20]
- 2019–2024: Fülöp Zoltánné (független)[21]
- 2024– : Dr. Puskády Norbert (független)[1]

A településen 2007. január 21-én időközi polgármester-választást kellett tartani, mert az előző polgármester nem sokkal a 2006 októberi megválasztása után elhunyt.

## Népessége
A település népességének változása:
| Lakosok száma | 2057 | 2020 | 2017 | 1929 | 1910 | 1917 | 1874 |
|               | 2013 | 2014 | 2015 | 2021 | 2022 | 2023 | 2024 |

A 2011-es népszámlálás során a lakosok 86,2%-a magyarnak, 21,7% németnek mondta magát (13,7% nem nyilatkozott; a kettős identitások miatt a végösszeg nagyobb lehet 100%-nál). A vallási megoszlás a következő volt: római katolikus 65,6%, református 4,9%, evangélikus 0,8%, felekezeten kívüli 6,6% (21,7% nem nyilatkozott).
2022-ben a lakosság 91,9%-a vallotta magát magyarnak, 15,4% németnek, 0,3% cigánynak, 0,2% ruszinnak, 0,1-0,1% görögnek, románnak és szlováknak, 0,9% egyéb, nem hazai nemzetiségűnek (8,1% nem nyilatkozott; a kettős identitások miatt a végösszeg nagyobb lehet 100%-nál). Vallásuk szerint 45% volt római katolikus, 4,5% református, 0,7% evangélikus, 0,2% görög katolikus, 0,1% izraelita, 0,2% egyéb keresztény, 0,8% egyéb katolikus, 9,4% felekezeten kívüli (39% nem válaszolt).

## Sportélete
Az Úrkút Sport Kör egy 1928-ban alapított magyar labdarúgóklub. Ezekben az években megnyerte a Veszprém megyei labdarúgó-bajnokságot: 2003-04, 2010-11, 2011-12, 2012-13, 2013-14, 2014-15, 2021-22.

## Nevezetességei

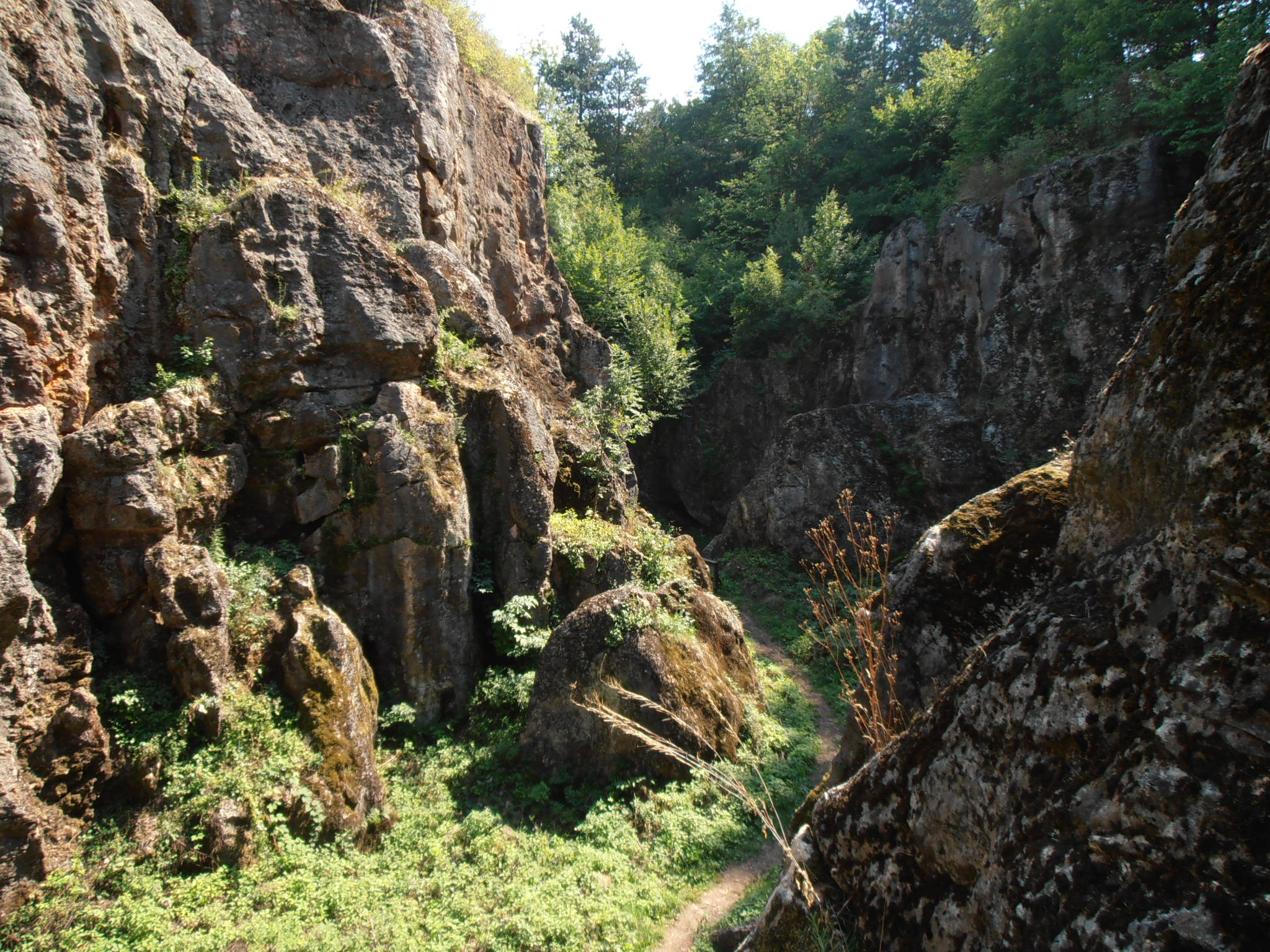
Az úrkúti őskarszt

- Zichy-Schaller kúria – kertjét történeti kertté minősítették[27]

### Csárdahegyi Őskarszt
A Csárdahegyi Őskarszt elnevezés egy hat hektáros kiterjedésű védett területet fed Úrkút határában, a Balatoni Nemzeti Park Igazgatósága kezelésében lévő terület szabadon látogatható.
A terület értékét ugyanaz az élmény adja, ami az innen húszegynéhány kilométerre, nyugatra található darvas-tói felhagyott bauxitbánya esetében, az évszázmilliók geológiai változásainak kőbe fagyott lenyomata. Ott egy bauxitlencsét fejtettek ki az alatta húzódó triász mészkőből, itt mangánbánya működött.
Az 1917-ben megnyitott, és 1930-ig növelésben tartott úrkúti külszíni bánya Európa második legnagyobb mangánlelőhelye (ma már mélyműveléssel bányásszák az értékes ércet). A területet kőszén után kutatva tárták fel, majd pedig kézi műveléssel fejtették le – és ez adja a felhagyott bánya páratlan értékét. Hiszen így a bányászat során sértetlen állapotban maradt fenn a Csárdahegy jura kori mészkőalapja, amelybe a mangántartalmú összlet leülepedett. A felhagyott területen egyedülálló módon váltak láthatóvá a földtörténeti középkor karsztjelenségei: töbrök, víznyelők, és különböző karsztformációk. A mészkőben, a valaha élt élőlények – különböző kagylók és csigák, tengeri liliomok – ép mészvázának igen gazdag leletanyaga található. További érdekesség, hogy a mangánkiválás legkülönfélébb színű maradványainak kéregszerű vagy gumóhoz hasonló formációi láthatók a bánya mészkő és tűzkő falain.
A védett területet kerítés övezi, de a bejáraton bárki szabadon beléphet.

### A községről elnevezett ősmaradványok
- Asterohelix urkutensis Szabó, 2009 – jura csiga
- Eucyclus (Lokuticyclus) urkutensis Szabó, 1995 – jura csiga
- Wortheniopsis (Wortheniopsis) urkutensis Szabó, 2009 – jura csiga
- Campanile parisiense (Deshayes) var. urkutense (Munier-Chalmas, 1877) – eocén csiga
- Perna urkutica Hantken, 1875 – eocén kagyló
- Phricodoceras urcuticum (Géczy, 1959) – jura ammonitesz
- Urkutites Géczy, 1968 – jura ammonitesz
- Hildaites serpentiniformis urkutensis Géczy, 1968 – jura ammonitesz
- Gibbirhynchia urkutica (Böckh, 1874) – triász pörgekarú